# (73754) 1994 AG12
(73754) 1994 AG12 – planetoida z pasa głównego asteroid okrążająca Słońce w ciągu 3,33 lat w średniej odległości 2,23 j.a. Odkryta 11 stycznia 1994 roku.